# SJ X16
De X 16 en X 17 was een serie elektrische motorrijtuigen voor het regionaal personenvervoer van de Statens Järnvägar (SJ).

## Geschiedenis
Het motorrijtuig van de serie X 16 werden in de vijftiger jaren voor Statens Järnvägar (SJ) ontworpen en geproduceerd door Hilding Carlsson ter vervanging van oude Hilding Carlsson.
Tevens waren er normaalspoor diesel motorrijtuigen van de serie Y 6, Y 7 en smalspoor diesel motorrijtuigen van de serie Y P.

## Constructie en techniek
De motorrijtuig is opgebouwd uit een stalen frame. Een van de twee draaistellen is voorzien van twee elektrische motoren die ieder een as aandrijft. De wielen met een diameter van 613 mm kleinere dan bij de gebruikelijke wielen.

### Bijwagens
In totaal werden in totaal 321 bijwagens van 14 verschillende types met en zonder stuurstand gebouwd. Deze wagens konden worden gecombineerd met elektrische motorwagens van de serie X 16 en X 17 gecombineerd rijden.

### Nummers
De treinen werden door de Statens Järnvägar (SJ) als volgt genummerd.
| Lijst van de X 16 en X 17                                       |        |                        |           |          |                                           |
| Nummer                                                          | Aantal | Eigenaar               | Fabrikant | Type     | Opmerkingen                               |
| 958 - 961 963 965 - 975                                         | 16     | Statens Järnvägar (SJ) | ASJL      | SJ X 16  |                                           |
| 976 979 - 982 984 - 986                                         | 8      | Statens Järnvägar (SJ) | ASJL      | SJ X 17  |                                           |
| 1980, 1983, 1984 1985, 1986                                     | 5      | Statens Järnvägar (SJ) | ASJL      | SJ UAFZ  | rijtuigen met eerste klas en laadruimte   |
| 1868, 1923, 1927, 1932 1935, 1940, 1989                         | 7      | Statens Järnvägar (SJ) | ASJL      | SJ UBF6Z | rijtuigen tweede klasse rijden            |
| 2067 - 2069, 2071, 2074 2079, 2080, 2084, 2087 2091, 2094, 2095 | 13     | Statens Järnvägar (SJ) | ASJL      | SJ UBF7Z | rijtuigen met tweede klasse en laadruimte |

## Treindiensten
De motorrijtuigen van de serie X16 werden door de Statens Järnvägar (SJ) ingezet van uit de volgende steunpunten.
- Td Örebro / dvst Västerás
- Td Grävle / dvst Grävle
- Tjänstgöring

De motorrijtuigen van de serie X17 werden door de Statens Järnvägar (SJ) ingezet van uit de volgende steunpunten.
- Td Göteborg / dvst Sävenäs
- Td Örebro / dvst Kristinehamn
- Td Grävle / dvst Grävle
- Tjänstgöring

Td = Tractie depot 

dvst = Depot